# Sophonia nigrilineata
Sophonia nigrilineata är en insektsart som beskrevs av Chen och Li 1998. Sophonia nigrilineata ingår i släktet Sophonia och familjen dvärgstritar. Inga underarter finns listade i Catalogue of Life.